# Beats, Baladas & Balanços (2014)
Beats, Baladas & Balanços - Manual Para Baladas é o décimo quarto álbum de carreira, o décimo álbum de estúdio, do cantor Netinho, gravado em Salvador/BA, em março de 2013, no Estúdio Base, e lançado em 2014.
Com direção musical de Netinho e Jomar Freitas e produção da Bem Bolado Music, o álbum apresenta 14 faixas, sendo 11 inéditas, 2 regravações do próprio Netinho e 01 faixa bônus, recheadas de arranjos que valorizam a estética musical do cantor e retratam a maturidade adquirida ao longo de sua história musical. 

## Composição
O CD tem repertório cuidadosamente selecionado pelo próprio Netinho, e já emplacou o single Bate Tum Tum Tum, que tem a participação do rapper D-Snow, e é uma mistura do hip-hop com o arrocha baiano e o funk carioca. O hit ganhou um clipe com cenas rodadas em Toronto, no Canadá e no Rio de Janeiro, e teve a presença da modelo Cibelle Ribeiro e dos atores Thierry Figueira e Jacaré.
As faixas inéditas do projeto:
- Musa, que tem uma batida do funk melody carioca, elementos eletrônicos, guitarras distorcidas e uma pitada de percussão baiana.

- Decolaê, com uma pegada de axé music eletrônico, samplers, misturado ao ska e com percussão totalmente baiana.

- Light my fire (Pede bis), que tem uma forte presença do funk carioca atual misturado ao funk melody e a percussão baiana.

- Bem me quer, um R&B envolvido por percussão baiana e elemento do samba tradicional.

- Eu e ela, é extremamente pop, com elementos da black music, guitarras distorcidas e uma pincelada de percussão baiana.

- O tempo é bom, que é um pop com bastante percussão baiana e elementos eletrônico.

- Sacode a massa, um pop eletrônico, misturado ao rap americano e percussão baiana, e que tem baixo e guitarras distorcidas com bastante Riffs e conta com a participação do rapper D-Snow.

- Aliança, que tem a participação da cantora Claudia Leitte, é uma balada romântica com intervenções de côro da Black Music.
- Deixa, é um ijexá pop eletrônico com percussão baiana e samplers.

- Valeu, valeu, uma baladinha com elementos do pop e do ska com guitarras distorcidas e elementos eletrônicos.

- As regravações são músicas já interpretadas pelo próprio Netinho:

- Intuição, um R&B com nuances de jazz, côro da soul e elementos eletrônicos.

- Holiday, um pop-axé-pista, bem pra cima, que conta com elementos eletrônicos atuais, bastante percussão baiana e pinceladas do som das escolas de samba do Rio de Janeiro.

Além destas, está presente no álbum uma grande surpresa inusitada: Milla, o hit de autoria de Manno Góes, que está presente no disco em sua gravação original. A ideia de incluí-la no CD veio da intenção de reviver momentos inesquecíveis para o público que a conhece e apresentá-la à nova geração de seguidores do cantor.

## Lista de faixas
| N.º | Título                            | Compositor(es)                         | Duração |  |
| 1.  | "Musa"                            |                                        | 3:20    |  |
| 2.  | "Decolaê"                         |                                        | 3:34    |  |
| 3.  | "Light my fire (Pede bis)"        |                                        | 4:24    |  |
| 4.  | "Bem me quer"                     |                                        | 3:42    |  |
| 5.  | "Eu e ela"                        |                                        | 3:14    |  |
| 6.  | "O tempo é bom"                   |                                        | 3:15    |  |
| 7.  | "Sacode a massa [Part. D-Snow]"   |                                        | 3:20    |  |
| 8.  | "Aliança [Part. Claudia Leitte]"  |                                        | 3:31    |  |
| 9.  | "Deixa"                           |                                        | 3:33    |  |
| 10. | "Intuição"                        |                                        | 3:59    |  |
| 11. | "Valeu, valeu"                    |                                        | 3:17    |  |
| 12. | "Holiday"                         |                                        | 3:21    |  |
| 13. | "Bate tum tum tum [Part. D-Snow]" | Leandro Barros / Neu Azevedo / Gigante | 2:58    |  |
| 14. | "Milla"                           | Manno Góes                             | 4:55    |  |